# 萨罕镇
萨罕镇，是中华人民共和国新疆维吾尔自治区喀什地区英吉沙县下辖的一个乡镇级行政单位。
2018年6月7日自治区政府同意撤销萨罕乡，设立萨罕镇。

## 行政区划
萨罕镇下辖以下地区：
尤喀克塔格瓦孜村、托万塔瓦格村、尤喀克兰干村、托万兰干村、吐格曼艾日克村、依砍库勒村、肖胡鲁克村、诺能阿依格村、阔坦村、阿恰勒村、赛喀甫村、喀合卡夏勒阔洪村、黑日甫库木村、铁热克阿勒迪村、巴扎贝希村、艾山巴依艾日克村、阿克巴格村、托格日艾日克村、坎特艾日克村、夏甫阔罕村和阿热兰干村。